# No vayan!!
No vayan!! es una película de comedia peruana de 2023, dirigida por Roger Asto León y protagonizada por los comediantes Pablo Villanueva «Melcochita» y Miguel «el Chato» Barraza. Se estrenó el 23 de noviembre de 2023 en cines peruanos.

## Sinopsis
Dos primos inseparables sueñan con ser millonarios y así escapar de su vida de pobreza. Para lograr su objetivo, trabajarán en diferentes trabajos locos.

## Elenco

### Protagonistas
- Pablo Villanueva «Melcochita»
- Miguel «el Chato» Barraza

### Reparto principal
- Damián y el Toyo
- Mimy Succar
- Tony Succar
- Orquesta Zaperoko

## Producción

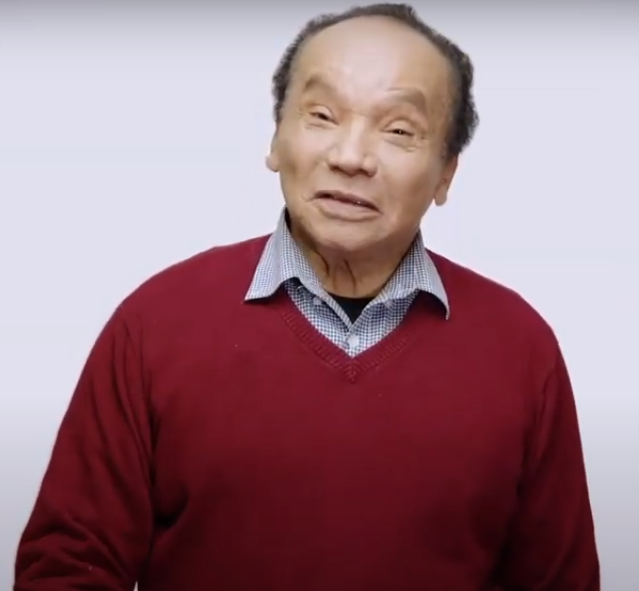
Melcochita, uno de los protagonistas de la película.

El nombre de la película está inspirada en la frase célebre del comediante protagonista Melcochita. Según en su entrevista para el portal Perú 21, Villanueva comentó sobre el origen de su frase que se centró dentro de una anécdota personal, ya que su colega Barraza había promocionado su restaurante de comida marina El rincón del Chato Barraza, ubicada en el distrito de Lince, en el cual Villanueva se entrometió en la presentación de Barraza diciendo: «No vayan» como parte de una de sus bromas.
La película fue grabada a inicios de 2023, teniendo como focos principales en Estados Unidos y la capital peruana Lima. Además contó con la presencia de los artistas Tony Succar, Mimy Succar y el dúo cómico Damián y el Toyo, quienes participaron en la película en los roles principales.
En septiembre de 2023 se lanzó el trailer oficial de la cinta.

## Controversias

### Fracaso en taquilla
Pese que la película no obtuvo éxito en taquilla, el cómico Miguel Barraza denuncia al director Roger Asto León por no recibir regalías, al igual que su colega Melcochita. Adicionalmente, culpó al cineasta por el fracaso de su cinta, ya que la trama no tenía buenos argumentos y la falta de creatividad.
Por otro lado, Melcochita afirmó para una entrevista que invirtió 200.000 soles para la realización de No vayan!! y le invitó a la gente que deberían apoyar al talento peruano.